# La muerte de Agamenón
La muerte de Agamenón es la primera parte de una trilogía de óperas escritas por Roberto Bañuelas con base en la Orestíada de Esquilo

## Acción
La obra sigue el desarrollo argumental de Agamenón, primera parte de la Orestíada de Esquilo dado que el libreto es una reducción de aquella tragedia. En ella se relata el regreso de Agamenón de la guerra de Troya y su asesinato a manos de su esposa Clitemnestra.

## Estilo

### Libreto
El libreto, basado en Agamenón, la primera tragedia de la Orestíada de Esquilo, es una reducción de aquella tragedia en traducción al castellano.

### Música
La música se proyecta con un lenguaje contemporáneo que explora diversas expresiones del canto, desde el declamado hasta el lírismo. Está dispuesta para que la voz de los cantantes fluya y se proyecte con claridad, sin incomodidades innecesarias. El compositor hace uso de quintas sucesivas y armonías pentafónicas

## Datos históricos
La muerte de Agamenón es la primera ópera de una trilogía basada en la Orestíada  de Esquilo. Las otras dos óperas son El regreso de Orestes  y El juicio. Esta tercera parte se estrenó el 18 de febrero de 2009. Las primeras dos partes de la trilogía, La muerte de Agamenón y El regreso de Orestes fueron estrenadas en forma de concierto con el grupo Solistas Ensamble del Instituto Nacional de Bellas Artes bajo la dirección de Rufino Montero y dirección escénicoa de Rubén Herrera. La presentación se hizo con una reducción de la orquesta a piano, el cual fue tocado por Eric Fernández Las funciones fueron parte de Segunda Temporada 2008 del grupo Solistas Ensamble. Las obras fueron presentadas tanto en la Sala Angélica Morales de la Escuela Superior de Música como también en el Antiguo Palacio del Arzobispado

### Creación
La obra se concibió y escribió en los años ´60 del siglo XX. El compositor no la orquestó hasta cincuenta años después poco antes de su estreno. Pero el estreno tan sólo se ha realizado con acompañamiento de piano.

### Reparto del estreno
* Clitemnestra: Gabriela Thierry
* Agamenon: Luis Rodarte
* Talbibio: Mauricio Esquivel
* Atalaya: Ricardo Galindo
* Casandra: Lorena von Pastor
* Egisto: Rubén Cosme
* Solistas ensamble del INBA
* Piano Eric Fernández
* Dirección Rufino Montero

### Recepción
De la obra musical de Roberto Bañuelas tan sólo se conocían sus canciones para voz y piano unánimemente consideradas de altísima calidad. De la existencia de esta ópera se sabía desde hacía varias décadas, pero nadie la había escuchado. Después de su estreno, la crítica especializada se volcó de modo unánime en alabanzas por la alta calidad. Es de esperarse que se estrene la trilogía completa en la versión orquestal y se haga una edición de la partitura y una grabación.
La trilogía completa se estrenó en forma de concierto con acompañamiento de piano el 18 de febrero de 2009 (repetición el 25 del mismo mes) en la Sala Manuel M. Ponce.

## Grabaciones
No existe aún grabación comercial de esta obra. 
- http://www.youtube.com/watch?v=HeanbGwBE9Q
- http://www.youtube.com/watch?v=w3QAkxFJ9d4&NR=1
- http://www.youtube.com/watch?v=yLnJG6qKNB8&NR=1
- http://www.youtube.com/watch?v=z4_-yWN6JKk&NR=1
- http://www.youtube.com/watch?v=5pImrXxR4_k&NR=1
- http://www.youtube.com/watch?v=0D1KDt49hWg&feature=related
- http://www.youtube.com/watch?v=cO5Q44V3aTQ&feature=related
- http://www.youtube.com/watch?v=PrKBqdzDjS0&feature=related
- http://www.youtube.com/watch?v=iGZDYbqtZB4&feature=related
- http://www.youtube.com/watch?v=2t1q7hxxiEc